# سد أسمير
سد أسمير هو سد ردمي مملوء بالأرض في شمال المغرب، إلى الجنوب الشرقي من سد النخلة و 5 كـم (3.1 ميل) غرب المضيق. يقع عند ملتقى وادي أسمير والليل، سد السرج المجاور للسد الرئيسي الذي يبلغ طوله 17 م (56 قدم). وان الغرض الأساسي من السد هو إمداد مدينة تطوان بالمياه 12 كـم (7.5 ميل) إلى الجنوب. اكتمل بناء السد في عام 1991. صنف السد كجزء من مواقع رامسار منذ عام 2019.

## السياحة
يُصنّف محيطه وجباله ضمن الوجهات الرئيسية، المفضلة لسكان منطقة المضيق، وخصوصاً في فصل الربيع، كما يقبل عليها متسلقو الجبال من مختلف المدن الشمالية.